# Seznam poslancev Narodne skupščine Kraljevine SHS, izvoljenih leta 1920 v slovenskem delu Kraljevine SHS
Seznam poslancev zajema poslance, ki so bili 28. novembra 1920 izvoljeni v Ustavodajno skupščino Kraljevine SHS. 
| Ime                    | Stranka                                 | poklic                             |
| ---------------------- | --------------------------------------- | ---------------------------------- |
| Zvonimir Bernot        | Jugoslovanska socialdemokratska stranka | zasebni uradnik                    |
| Anton Brandner         | Narodna socialistična stranka           | strokovni tajnik                   |
| Janez Brodar           | Slovenska ljudska stranka (zgodovinska) | posestnik                          |
| Ivan Deržič            | Narodna socialistična stranka           | železniški uradnik                 |
| Josip Drofenik         | Samostojna kmetijska stranka            | kmet                               |
| Vladislav Fabjančič    | Komunistična partija Jugoslavije        | profesor                           |
| Rudolf Golouh          | Jugoslovanska socialdemokratska stranka | uradnik - begunec                  |
| Andrej Gosar           | Slovenska ljudska stranka (zgodovinska) | poverjenik na razpoloženju         |
| Josip Gostinčar        | Slovenska ljudska stranka (zgodovinska) | minister na razpoloženju           |
| Josip Hohnjec          | Slovenska ljudska stranka (zgodovinska) | profesor                           |
| Ivan Kirbiš            | Samostojna kmetijska stranka            | kmet                               |
| Filip Kisovar          | Jugoslovanska socialdemokratska stranka | bivši rudarski tajnik              |
| Jožef Klekl            | Slovenska ljudska stranka (zgodovinska) | upokojeni župnik                   |
| Josip Kopač            | Jugoslovanska socialdemokratska stranka | zasebni uradnik in begunec         |
| Miha Koren             | Komunistična partija Jugoslavije        | zlatar                             |
| Anton Korošec          | Slovenska ljudska stranka (zgodovinska) | minister                           |
| Milan Korun            | Jugoslovanska socialdemokratska stranka | odvetnik                           |
| Martin Krajnc          | Slovenska ljudska stranka (zgodovinska) | posestnik                          |
| Etbin Kristan          | Jugoslovanska socialdemokratska stranka | pisatelj                           |
| Vekoslav Kukovec       | Jugoslovanska demokratska stranka       | minister za socialno politiko      |
| Jakob Kušar            | Samostojna kmetijska stranka            | kmetijski posestnik                |
| Milan Lemež            | Komunistična partija Jugoslavije        | komisar                            |
| Ivan Majcen            | Samostojna kmetijska stranka            | kmetijski posestnik in župan       |
| Valentin Mlakar        | Komunistična partija Jugoslavije        | rudniški strojnik                  |
| Ivan Mermolja          | Samostojna kmetijska stranka            | kmet                               |
| Josip Nemanič          | Slovenska ljudska stranka (zgodovinska) | posestnik                          |
| Franc Pišek            | Slovenska ljudska stranka (zgodovinska) | kmet in župan                      |
| Ivan Pucelj            | Samostojna kmetijska stranka            | kmetijski posestnik in mesar       |
| Vladimir Pušenjak      | Slovenska ljudska stranka (zgodovinska) | nadrevizor                         |
| Janko Rajar            | Samostojna kmetijska stranka            | višji živinozdravnik               |
| Ivan Roškar            | Slovenska ljudska stranka (zgodovinska) | posestnik in minister na razpolago |
| Janez (Ivan) Stanovnik | Slovenska ljudska stranka (zgodovinska) | posestnik                          |
| Anton Sušnik           | Slovenska ljudska stranka (zgodovinska) | profesor                           |
| Josip Škoberne         | Slovenska ljudska stranka (zgodovinska) | posestnik                          |
| Karol Škulj            | Slovenska ljudska stranka (zgodovinska) | župnik                             |
| Ivan Tavčar            | Jugoslovanska demokratska stranka       | župan                              |
| Ivan Urek              | Samostojna kmetijska stranka            | kmet                               |
| Bogumil Vošnjak        | Samostojna kmetijska stranka            | bivši član Jugoslovanskega odbora  |
| Gregor Žerjav          | Jugoslovanska demokratska stranka       | poverjenik za pravosodje           |
| Marcel Žorga           | Komunistična partija Jugoslavije        | strojevodja                        |